# 噂の刑事トミーとマツ
『噂の刑事トミーとマツ』（うわさのけいじトミーとマツ）は、1979年から1982年まで2期にわたってTBS系列で毎週水曜日20:00 ‐20:54（JST、1982年9月までは20:00 ‐20:55）に放送されていたテレビドラマ。

## 概要
- 外見も性格も対照的な2人の刑事、警視庁富士見署捜査課の岡野富夫（トミー）と松山進（マツ）の名コンビ（劇中では「トミマツ」、失敗時には「オソマツ」「ドジドジコンビ」と呼ばれている）が時には衝突し時には協力しながら事件を解決まで導いていく。

- 毎回クライマックスの格闘・銃撃戦シーンで怖じ気づくトミーにマツがしびれを切らし、「お前なんか男じゃない、おとこおんなで十分だ！　おとこおんなのトミコ!」と怒鳴りつけると、トミーがその言葉に発奮して一瞬にして悪党をなぎ倒すと言う展開が定番となっていた。全体的に明るい作風で、レギュラー陣の降板に際してこの頃の刑事ドラマで流行っていた殉職エピソードは描かれず、退職という設定が用いられた。

- 企画当初の番組名は「噂の刑事」だけだったが、松崎しげるが、「アメリカの刑事ドラマで『刑事スタスキー&ハッチ』や、『白バイ野郎ジョン&パンチ』など、2人のコンビネーション（バディー）による刑事ものが好きだった」という意見を脚本家が取り入れて、実質的に主演した2人の愛称（国広富之=トミー、松崎しげる=マツ）を冠化し現在のタイトルに変更された[4]。なお、国広と松崎の主演の二人はそれまで面識が無く、松崎は「互いに腹に一物あった」[5]ということから第2話くらいまでは演技がぎこちなく、演技ががっちり噛み合うようになったのはその後だったと話している[6]。

- 当時、日本の刑事ドラマでは『太陽にほえろ!』（日本テレビ）、『Gメン'75』（TBS）、『特捜最前線』（テレビ朝日）など、捜査員や犯人の人間模様を描く群像劇が主流となっていた。一方、当時の海外ドラマでは若い捜査員がコンビを組むバディ作品が多く作られており、製作局となったTBSでも『刑事スタスキー&ハッチ』が放送され高い人気を得ていた。本作は『スタスキー&ハッチ』を元に作られた国内刑事ドラマにおける「バディもの刑事ドラマ」の元祖であり、「和製スタ・ハチ」とも言われていた[7]。

- 第1シリーズの視聴率は平均17％（ビデオリサーチ、関東地方）を記録し人気番組となったが、国広と松崎のスケジュール調整が困難になってきたことで一旦1981年3月限りでの終了を決めた。この時シリーズの終了に納得がいかないという旨や、続けてほしいという内容の投書や電話が殺到したという[8]。そして、9か月の休止期間の後に第2シリーズが制作された。

## オープニング
- 第26話から、オープニングが犬とオレンジの美女バージョンになる。

## 主要登場人物

### 警視庁富士見署捜査課
同課における指揮官は課長。
岡野富夫
演 - 国広富之
通称は「トミー」。巡査。富士見署に配属された新米刑事で、優秀な捜査課長(演:滝田裕介)だった父の血筋は受け継がれておらず、血を見るだけで卒倒、犬が怖い、高い所が怖い、火が怖い、拳銃を持つのが怖いという気弱なダメ刑事であるが、強い正義感を持ち誰に対しても心優しく接する。マツからは日常的に何かと先輩風を吹かされ、容疑者確保現場では気の弱さが災いし腰を抜かしてしまうため、確保の実戦ではマツを頼るばかりであるが、そんな富夫もマツから「お前なんか男じゃねぇ、男女（おとこおんな）のトミコ！」と罵倒されると人格が強靭な男に変わる。初期では「トミコ」と呼ばれると他の刑事ドラマの凄腕刑事並の能力を発揮する程度の変身だったが、回を追うたびに変身強度がエスカレートし、ついには耳をピクピクさせると特撮ヒーロー並みの運動能力と流派不明の拳法を使うとてつもなく強い男に変身するようになった（ただし、正気に戻ると"変身中"の記憶は富夫に残っていない）。子供の頃に気弱な性格を治すために拳法を習っていたという下地は持っており、不可抗力の正当防衛だったが自らの拳で人（逃亡犯）の命を奪ってしまったことがトラウマとなり、通常は自分の拳法についての記憶を喪失している。ハンサムな上、優しいので女性にはめっぽうモテる。

松山進
演 - 松崎しげる
通称は「マツ」。巡査。ガニ股で背が低く、常時シークレットブーツを愛用する通称「世界一踵の高い靴の男」。第2シーズンOP映像内でもシークレットブーツの踵が折れ、その高さをトミーにからかわれるシーンが描かれている。性格はガサツで、せっかち、おっちょこちょいで声が大きく騒々しいと悪い部分が目立つが、時に情に厚く涙もろい場合もある。毎日遅刻ギリギリか少しの遅刻で出勤してくる、後輩・トミーのタバコを先輩の権限として勝手に吸う、毎月お金が足りなくなりトミーから借金する(そして返さない)、容疑者を尾行中にマツの声が大きすぎるため気付かれ逃げられる、など失敗が数多いが、体の丈夫さが取り柄でケンカも強いため犯人グループとの乱闘ではまず先陣を切って行くことが多い。トミーが配属された初期は、同階級で「後輩」のトミーを自身の「部下」だと思い込んでおり下宿のおばさんにもそう自慢し、トミーと同じく父親が刑事(演:小林昭二)ではあるが、階級が高かったトミーの父親のような上司にこき使われて父が死んだのだから、これからは逆にトミーをこき使ってやろうという筋違いの逆恨みをぶつけ険悪だった。しかし、徐々に力を合わせるようになる。トミーの変身の秘密については、理解しているようであまりよく理解していない。

高村部長刑事
演 - 井川比佐志
巡査部長。通称おやっさん。地道な捜査を得意している。時折口調が江戸弁になることがある。捜査では現場のリーダーとして捜査課の面々に的確な指示を出す。捜査課の中では唯一上司や同僚後輩からの信頼が厚い人物で、御崎や相模が捜査指揮を命じる時はまずおやっさんに依頼する。また捜査中の現場等でも片桐ではなくみんな高村に捜査報告をする。妻子持ちである。第2シリーズ最終話で犯人に撃たれて重傷を負うも一命は取り留める。

片桐警部補
演 - 清水章吾
課長補佐。キザであることから通称キザギリ。肩書きの通り御崎の腰巾着のような存在で刑事たちを小馬鹿にし、相模から怒鳴られる余り、隙あらばマツ達と共謀して蹴落とそうと企む。部下をアゴで使って自ら体を張る事を嫌がる、異常に臆病でヤクザへのガサ入れの度に機動隊の支援を要請し、ロッカーには機動隊のヘルメットが入っている。他には海外留学の経験があり所々英語を挟む今で言うルー語のような話し方をする、署内では海外ポルノ雑誌を読みふけり、トミーと同じく死体を目にするのも苦手で殺人事件の現場ではいつもハンカチに手を当てている。マツと同じく現場に行こうとするとドアにぶつかりこけてしまうのがお約束。

南田刑事
演 - 神山卓三
関西弁の刑事。東と一緒に西山に給料の前借りを頼み、将棋を指したりしている。普段は物腰の柔らかい人物だが、第1シリーズ序盤（第9話）ではトミーの目前で取調室のチンピラに凄味を効かせ真相を吐かす場面も描かれた。第2シリーズ後半で「ナンちゃん」「ナン」と呼ばれるようになる。マツの次に大食いでありラーメンが好きである。

西山刑事
演 - 井上和行
庶務（経理）。第1シリーズ52話の台詞によると、下の名前は「デンゾウ」で、1948年（昭和23年）に赤坂署の警邏課に配属されてキャリアをスタート。無事定年を迎えるため、極力現場で仕事をさせず庶務をさせており、普段は富士見署の面々を易しく見守っているが昔は「オトシの西さん」と呼ばれ一目置かれていた。経費の私的流用、無駄遣いは許さない。

東洋一刑事
演 - 成川哲夫
体力派の刑事で堅実な捜査が持ち味。主に高村、南田らと組んで捜査をしており、「トン」「トンさん」と呼ばれる。番組開始当初は「あずま」と名字で呼ばれ、口ひげがトレードマークだったが序盤6話のみでその設定は無くなった。いつも紺色のスーツ（スリーピース）にブルーのワイシャツがお決まりの姿である。
相模五郎警視正→警視（石立鉄男）
警視庁本庁刑事部の管理官。捜査課の目付役で、本来は管内各署を巡察する。相模管理官が捜査室に来ただけで室内が凍り付くという空気になるというお決まりの設定があった。また刑事だった亡きマツの父親を尊敬しており、その縁から家族のいないマツの身元保証人でもある。それ故マツに対しては常に激昂しつつも内心では心配している。序盤は登場しない回もある。「御崎ーッ!、御崎は居るかーッ!」と捜査課事務室に怒鳴り込んでくるのが定番。職務を離れれば御崎とは無二の親友、その誼もあって問題の多いトミマツコンビの管理を御崎に任せている事もあり、富士見署捜査課の暴走・逸脱ぶりには多少目を瞑ったり、本庁上層部に対する防波堤になっている。御崎が謹慎中に行った独断捜査の監督責任をとる形で第1シリーズ44話で警視に降格、捜査課長として富士見署に左遷される。マツは相模をその髪型から影でモジャモジャと呼んでおり、また面と向かって「売れ残りの干からびたカリフラワーみたいな頭」と指摘したこともある。

御崎徹警部
演 - 林隆三（1〜43話）
“鉄血課長”の異名をとる富士見署の捜査課長。私生活では妻の隆子と二人暮らし。課長室に陣取り、咥え煙草でしゃべったり、マイホーム願望が強く住宅広告を見ながらその価格（値段）を呟く場面が多々ある。（上司である）相模とは警察学校での同期。表面上は「上司と部下」の関係で接するが、二人きりになるとお互い「気の置けない、同期の親友」として接している。トミーの「変身」については序盤第11話の時点でその秘密に感づき、「『トミコ』と呼ばれなくとも、その格闘能力を発揮できるよう周囲も我慢・配慮すべし」との考えで、（弟のだらしなさから）「トミコ」と叫ぼうとした幸子を制止したこともある。卓越した捜査指揮能力を持つも、一方で行き過ぎた捜査活動を取ることも多く、結果として同期の相模に比して出世が遅れている。第1シリーズ43話で汚職事件の捜査中、事件の黒幕に金銭スキャンダルの嫌疑をかけられ謹慎処分となる。黒幕は逮捕され事件は解決するも、謹慎中に行った独断捜査とその際の暴力行為の責任を取り査問会にかけられ辞職した。

### その他
岡野幸子
演 - 志穂美悦子（1～9・11～16・19・22・28・32・35・42・65話）
通称サッチ。（前作の明日の刑事と異なり）警官ではない。スポーツ会館で護身術の指導インストラクターをしており、富士見署内での武術講習教官を担当することもあるため度々富士見署を訪れており、御崎との親交も深い。姉として気弱な弟・富夫を強い男にしようと日々叱咤激励しているが、トミーの性格は変化なくうまくいかない。マツが憧れている女性でもあり企画当初は最終回でマツと結ばれる案も考えられていたが、作品のヒットにより放送期間が予定より長期化されたことでその案は無くなり、志穂美のスケジュールが延長後確保できなくなったため第1シリーズ第42話にて麻薬Gメンの男性（原田大二郎）と結婚し降板となった。劇中では姉の役であった志穂美だが、弟・トミー役の国広より実際には2歳年下である。

森村万里子巡査→巡査部長
演 - 石井めぐみ（21話〜）
交通課所属の婦人警官、当初は、清嶋智子（第1シリーズ8話）や、ナンシー・チェニー（第1シリーズ17話）が演じていたが、第1シリーズ21話から石井めぐみに配役されると、自己中心、自分の都合最優先な性格で自称「幸子の一番弟子」を名乗るヒロイン、マドンナ役となり、作品がバディ物からトリオの刑事物へと変わっていった。3人は、三すくみの三角関係である。マツは普段「チビ」「マリッペ」「大根足」と呼ぶも好意を素直に出せないだけで二人きりになると照れたり、自身の妄想に恋人役として度々登場させている。ところが万里子の方はまったく相手にせず、命令であってもマツとの検挙や囮捜査を嫌がったり職務放棄したりしており、むしろトミーのことが好きで、「私たちの関係にそろそろ決着をつけてよ」と暗にプロポーズして欲しいと迫ったり、公道上での勤務中でも彼を姿を見つけると、犯人追跡中のトミーに抱きついて犯人逃亡の原因となるなど、トミマツ2人と並ぶ富士見署の問題児になっている。ただし、トミーは彼女に対して仲の良い同僚という感覚で恋愛感情は持っていないため、アピールされてもスルーしている。第1シリーズ58話で昇進試験に合格し、トミマツコンビの（階級上は）上官となる。

おばさん
演 - 野村昭子
マツが暮らすアパート「富士見荘」の大家。セミレギュラー。口の悪いマツは「カネにがめつい銭ゲバの鬼ババ」などと呼んでいるが、深夜近所のお稲荷さんに「何卒富士見署の松山ススムに大手柄を立てさせてやってください」と熱心に願かけしている姿を見てしまい、マツが感動したこともあるなど、実の息子のように思って世話を焼いている。

## ゲスト
※ この表の「エンドロール（ゲスト）」で、黒字の氏名はレギュラー出演者、青字と赤字の氏名はゲスト出演者。
※ なお、レギュラー出演の石井めぐみ、成川哲夫、神山卓三、井上和行は、第43話まではゲスト出演者のクレジット（氏名のみ）であったが、第44話以降からはレギュラー出演者のクレジット（氏名と顔）に移行された。
※　サブタイトル中の半角空白は、半角空白より前は上段表記、半角空白より後は下段表記。

### 第1シリーズ
| 回 | サブタイトル                       | エンドロール（ゲスト） |
| -- | ---------------------------------- | --- |
| 1  | 二人合せて一人前?                  | 神山卓三、井上和行、成川哲夫／早川雄三、黒部進／野村昭子、沢田情児、小池雄介／兼松隆、江梨みつ子、吉田昌雄、浅見小四郎 |
| 2  | トミーの初恋・夢見街               | 江木俊夫／石原初音／ホーン・ユキ、鶴間エリ／神山卓三、井上和行、成川哲夫／三重街恒二、阿部昇二、木瓜みらい、沖田駿一 |
| 3  | 女装で迫るトミーとマツ             | 藤木敬士／丹下キヨ子／野村昭子、立石凉子／神山卓三、井上和行、成川哲夫／和久井節緒、関山耕司、木島一郎、佐藤耀子／日和田春生、岡田和子、大辻鉄平、矢野泰子、小池幸次／沢柳迪子、山田博行、城山いづみ、上田かほり、米倉幸 |
| 4  | 女ごころvs迷コンビ                 | 本阿弥周子、菅貫太郎／川辺久造、神山卓三／成川哲夫、井上和行／椎谷建治、星野晶子、弘松三郎／金田明夫、岸野一彦、水橋和夫、山田昌人／久地明、佐々木紀子、嶋英二、菅田朝行 |
| 5  | トミマツ真ッ青・女の戦争           | 風間杜夫／織本順吉、森田あけみ／あき竹城、団しん也／上月左知子、渡辺やよい／神山卓三、井上和行、成川哲夫／中井徹、竹原くにえ、扇子由紀雄／高橋正彦、綾瀬桜、田中明夫、飯田真一郎 |
| 6  | トミーにっこり、マツが死ぬ         | 多々良純／津村隆、奥村公延／神山卓三、井上和行、成川哲夫／阪上和子、狩野勝彦、小笠原弘／剣持誠、栗原敏、村上潤、井上清和 |
| 7  | あぁ煙突のてっぺんで               | 山田隆夫／坂上味和、高野浩之／神山卓三、井上和行、成川哲夫／梅津栄、佐々木梨里、辻シゲル／武内文平、池田まさる、中村ブン／金子吉延、宮田光、山崎優子／竹内靖、林弘造、川口静男、佐久間亜子／横山政幸、関朋子、武見潤、鈴木義弘                                                                                                   |
| 8  | きまった!トミーの投げ銭            | ポール牧／藤村有弘／早瀬久美子、江幡高志／神山卓三、井上和行、成川哲夫／うえだ峻、久保田民絵、清嶋智子／大山豊、今西正男、和沢昌治、高杉哲平／勝田久、益田愛子、ラッキー三郎、ラッキー熊、三木風子／村上幹夫、小寺大介、高橋享、大原穣子、馬渕里美／波多江聰平、加藤森士、小坂室太郎、川口清雅、吉田康子                         |
| 9  | トミマツのセメント詰め             | 三輪里香／あき竹城、藤江リカ／神山卓三、成川哲夫／井上和行、近藤宏／出光元、達純一、菅野直之／岩城和男、波すずめ、山田博行、栗田八郎 |
| 10 | トミマツの袋詰め                   | ケーシー高峰、石山かつみ／神山卓三、成川哲夫／井上和行、冷泉公裕／中川明、蒲原敏明、田山涼成／静ひろみ、鈴木弘道、小縁涼子 |
| 11 | トミー変身の秘密 PART-I            | 頭師佳孝、滝沢麗子／神山卓三、成川哲夫／井上和行、多宮健二、近藤準／四方晴美、花房徹、朝比奈尚行／岡真佐子、宮田光、永井雅春／秋野陽介、波多野陽司、住本敏彦、米津高明 |
| 12 | 張り込み先の珍家族                 | 長内美那子／袋正、保積ペペ／神山卓三、井上和行／成川哲夫、福岡正剛、八名信夫／多田幸男、南城竜也、福原秀雄、和田瑞穂／宮田光、山本ゆみ、田中穂積、側見民雄 |
| 13 | 銭湯でタイホ! 刑事も裸、犯人も裸   | 谷村昌彦／根岸明美／野村昭子、神山卓三／井上和行、成川哲夫／林ゆたか、辻シゲル、川崎あかね／丸岡奨詞、野見山夏子、湊俊一、岡部正純／青山恭子、三川雄三、谷津勲、石黒正男／森康子、塩見三省、だるま二郎、小川隆一、中村武巳／佐野大輔、江口瑞絵、小野敦子、小幡誠一、深沢猛／星野暁一、安藤良夫、柴田博樹、町田喜久江、布施木昌之 |
| 14 | 愛の酔拳 オソ松失恋の恐怖          | 中島久之／井上和行、成川哲夫／神山卓三、鶴間エリ／内田稔、沢井孝子、桜京美／椎谷建治、伍代参平、三上左京／相原巨典、西尾麻里、宮澤公栄、五十嵐五十鈴／松坂司郎、由利勝郎、福永喜一、田辺清輝、源馬均、山中直人 |
| 15 | 燃えよドラゴン 鎌倉の決闘          | 日の下金太郎／小鹿みき／白木万里／津村隆、成川哲夫／井上和行、神山卓三／三戸部スエ、蔵一彦、水森コウ太／尾形恵子、大貫一孝、山田昌人、三木風子／池田史比古、上田大火、田中正彦、矢野泰子／鈴木義弘、米持みさ子、大島ゆり子、稲垣泰子、大橋広子、牛山蕗子                                                                         |
| 16 | マツがクビ、トミコ頼むぞ           | 仁和令子／成川哲夫、井上和行／神山卓三、水木英二／野村昭子、白川和子／信実一徳、上月ハニー、草薙良一／長谷川弘、戸麻戸まり、樋口のり子／飯島洋子、星一、野田和敬、武見潤 |
| 17 | キン好きトミ好き、マツ嫌い         | 桜井センリ／玉川良一／ナンシー・チェニー、なつきれい／高林由紀子、西川ひかる／成川哲夫、井上和行、神山卓三／大森不二香、小松蓉子、斉藤真／篠原大作、夏麻衣子、西屋東、和泉喜和子／坂井寿美江、小沢悦子、三沢もとこ、末宗俊子、藤沢恭子                                                                                           |
| 18 | 花の芸者に恋したトミー             | 湯原昌幸／神山卓三、石井めぐみ／成川哲夫、井上和行／杉江廣太郎、大林丈史／山本廉、大和撫子、三木風子／高山千草、暮林修、入江正徳、柳沢紀男／鈴木弘道、吉田昌雄、竹下誠治、大島ゆみ恵、益田哲夫 |
| 19 | 女抱きつきスリ大騒動               | 坂上味和／斉藤美和／川上伸之、金子吉延／三角八郎、中井啓輔／神山卓三、成川哲夫、井上和行／菅野直之、星純夫、佐藤純一、新海丈夫 |
| 20 | 高校三年生と年上の女               | すどうかづみ／人見きよし、サンダー杉山／宮田真、遠藤征慈／井上和行、成川哲夫、神山卓三／池田道枝、渡辺巌、栗原敏、佐野哲也 |
| 21 | トミーのファーストキス             | 栗田洋子／水島弘、石井めぐみ／成川哲夫、神山卓三、井上和行／村松克己、野瀬哲男、加藤健一／岡幸恵、長田三奈、飯田裕美、史織ゆき／遠藤薫、池田信子、尾ノ瀬良子、佐久間亜子、塩野入恵子 |
| 22 | 変身の秘密PART-2                   | 由利徹／南利明／石井めぐみ、遠藤真理子／神山卓三、井上和行、成川哲夫／木田三千雄、きくち英一、久里みのる／角友司郎、九九八十一、岡本光彦、富永真知子、湯浅洋行 |
| 23 | 男ならトミコぬきで勝負しろ!        | 吉谷昭雄、浜田寅彦／藤枝亜弥、山岡甲／平凡太郎、重田尚彦／神山卓三、井上和行、成川哲夫／武藤章生、吉岡ひとみ、佐々木梨里／鶴岡修、木島一郎、北見敏之、小原秀明／上野綾子、若原初子、工藤啓子、広田正光／田中美江、川瀬小夜子、門脇三郎、小海とよ子、三上剛                                                                       |
| 24 | アタリ!女のカンなのね              | 中村まなぶ、吉田忍／石井めぐみ、神山卓三／成川哲夫、井上和行／古尾谷雅人、佐藤秀美／小寺大介、榎戸一郎、荻谷道子、橋本富士代 |
| 25 | トミーまっ青、マツのお見合い       | 春川ますみ／かわいのどか、桂木梨江／成川哲夫、井上和行、神山卓三／古代一平、石原昭宏、金田明夫／大山豊、三重街恒二、小川露里／後藤哲夫、たうみあきこ、山川弘乃、野沢由香利／鳥井美映子、市川勉、森篤夫、ライナーゲスマン |
| 26 | 決戦!トミコ対マツコ                | 坂上味和／石井めぐみ、石田純／桜むつ子、神山卓三／井上和行、成川哲夫／小原秀明、大谷一夫、岩城和男／林弘造、副田まり、木村千里、横山ますみ、原山美貴 |
| 27 | 女は不良が好きなのよ?!             | 石井めぐみ、成川哲夫／井上和行、神山卓三／田島令子、西田健／鹿股裕司、小山麻美／荻原徹也、吉沢由起、中島元／永浜三千子、平光琢也、島田彰、岡田和子、江村和紀／大川まり、尾川昌浩、山崎康雄、上村正仁、育野由佳、渡辺小百合 |
| 28 | トミーびっくり、マツの変身         | 石井めぐみ、小林昭二／神山卓三、井上和行／成川哲夫、出光元／草薙良一、兼松隆、中村まり子／真田五郎、今井久、沢木美伊子、見城貴信／栗原敏、亀山美樹、大鳥居ゆり子、松本美千代 |
| 29 | 激負け! トミマツのホテルマン       | 永井秀和／石井めぐみ／泉じゅん、井上和行／成川哲夫、神山卓三／うえだ峻、清水石あけみ／北島京子、中西ぼん子、角間隆 |
| 30 | チョンボな変装、 尻かくさず        | 山口果林／神田隆、田口計／石井めぐみ、伊東達広／成川哲夫、神山卓三／井上和行、広瀬昌助／相原巨典、嶋英二、中川みゆき、町田幸夫 |
| 31 | トミマツまっ青、 女の激突          | 浅野ゆう子／下條正巳／石井めぐみ、成川哲夫／神山卓三、井上和行／久保田民絵、山崎満、及川ヒロオ／塩見三省、下坂泰雄、山本亜紀 |
| 32 | ああ!トミマツの 4回戦ボーイ        | 山田隆夫／石井めぐみ、海老名みどり／堀内正美、神山卓三／井上和行、成川哲夫／水森こう太、内田直弘、水橋和夫／村上幹夫、岸本功、浦山紀子、小倉智昭／吉沢高明、蒲原敏明、吉田昌雄、井上清和／ファイティング原田（友情出演） |
| 33 | 奇妙きてれつ、 ダブル変身          | 西崎みどり、頭師佳孝／石井めぐみ、神山卓三／井上和行、成川哲夫／奥村公延、和久井節緒、小池雄介／岸野一彦、越村公一、武見潤、岩城和男、高橋利道 |
| 34 | 海だ、水着だ、ギャル一杯           | 荒木由美子／石井めぐみ、青山京子／成川哲夫、神山卓三／井上和行、江幡高志／河原裕昌、沢田勝美、東海林典子／松香ふたみ、小柳みゆき、円淨順子／二宮寛、相原巨典、小林優子 |
| 35 | のぞいちゃ駄目よ! トミーとマツ     | 鈴木ヒロミツ／石井めぐみ／神山卓三、井上和行／成川哲夫、笹入舟作、長谷川弘／清川新吾、夏海千佳子、湊俊一／佐古雅誉、佐藤由美子、藤木保宏／福永幸男、結城ひろ美、真樹ゆかり、伊藤聖子 |
| 36 | トミマツやりすぎ! 課長をタイホ     | 伊東四朗／石井めぐみ、井上和行／成川哲夫、神山卓三／平泉征、林ゆたか、保積ぺぺ／青木和代、丸山詠二、林弘造／荒瀬寛樹、中川みゆき、水谷敏行、高橋利道 |
| 37 | トミマツの ダンシングオールナイト  | 左とん平／加藤嘉／山本ゆか里、井上和行／神山卓三、成川哲夫／大井小町、久里みのる、高野真二／斉藤清六、岸本功、栗原敏、小島光貴 |
| 38 | 久美子! 恋の三角レースだよン       | 大場久美子／浜田寅彦、石井めぐみ／西田健、加藤和夫／成川哲夫、井上和行、神山卓三／露原千草、木島一郎、根岸一正／益田哲夫、由利勝郎、岩井潤一、米持みさ子、岩崎徳子 |
| 39 | トミマツの、 健康美なのだ!         | 西岡徳馬、石井めぐみ／神山卓三、成川哲夫、井上和行／津村隆、永井秀明、千うらら／羽鳥裕美、早野くみ子、一条さゆり、真田恵利、源馬均／天現寺竜、山下一夫、宝木原博也、折原博、深沢猛 |
| 40 | Oh NO! 悪い予感は必ず当る          | 三浦真弓／石井めぐみ、成川哲夫／井上和行、神山卓三／あき竹城、福崎和宏／椎谷建治、田中穂積、山田博行／関山真由美、萩原等司、中川毅、井田哲夫 |
| 41 | 俺はハードボイルドだど!            | 小野進也、仁和令子／石井めぐみ、神山卓三／井上和行、成川哲夫／佐藤博、鶴岡修、須永慶／石黒正男、竹本純平、三宅晴久、川口静男、加藤斉孝／桜井センリ |
| 42 | サッチが結婚 トミー激祝マツ激怒    | 原田大二郎／石井めぐみ／内田稔、井上和行／成川哲夫、神山卓三／汐路章、三上剛、沖田駿一／鈴木弘道、小林操、栗原敏、蒲原敏明、宮本知彰／森橋文和、林幸一、田波正則、岩泉芳武、山田一善 |
| 43 | ゆきすぎ課長辞職! さて後任は?      | 西村晃／池波志乃／藤村有弘、平田昭彦／石井めぐみ、吉野佳子／神山卓三、井上和行、成川哲夫／野見山夏子、畑中猛重、久遠利三／高橋亨、中川みゆき、添田聡司 |
| 44 | トミマツまっ青、 情無用の新課長    | 早川保／人見きよし／織本順吉、清水昭博／小坂まさる、田浦智之、佐藤秀美／島崎奈々、藤原俊祐、飯田テル子／高橋利道、吉田昌雄、益田哲夫、甲斐道夫、岩城一男 |
| 45 | トミマツの、 ヤマトよ永遠に        | ナンシー・チェニー／峰岸徹／青空球児、青空好児／梅津栄、十勝花子／大和撫子、オスマン・ユセフ、ジョージ・ロバーツ／朝比奈尚行、大原真理子、加地健太郎／榎木兵衛、三川雄三、谷津勲、尾形恵子／大川万裕子、松田章、吉中六、仲野裕／岡本美登、戸田信太郎、崎津均、竹下誠治                                                           |
| 46 | トミマツ卒倒! 新課長、死のドライブ | 中条きよし／新藤恵美／鈴木瑞穂／武内文平、篠田薫、小寺大介、名川貞郎／竹内靖、一ノ瀬かおる、中川みゆき、伊藤武史 |
| 47 | 決まった!おそマツの 大ギャング     | 中島ゆたか／かわいのどか、上田忠好／広瀬昌助、金井進二、石黒正男／永井雅春、尾坂和也、会田由来、和智雪恵／栗原敏、中川みゆき、じゅんしもん、尾田量生 |
| 48 | マツもびっくり! 山びこ変身         | 三浦リカ／西沢守、伍代参平／山本清、遠藤征慈／柏木隆太、きくち英一、宮本宗明、三浦伸／吉田昌雄、沢田祥二、村上潤、竹田道弘 |
| 49 | 当った星占い! 今日は水難の相       | 江木俊夫／浜田晃、藤江リカ／沖田駿一、弘松三郎、大前均／松香ふたみ、岡本ひろみ、林弘造／河原昭雄、中川みゆき、手塚香代子、伊東知則／姉崎公美、下条千恵美、結城ひろ美、上長千花、山下一夫 |
| 50 | トミマツもん絶! 花嫁が消えた       | 荒木由美子／山本伸吾、下塚誠／浜田寅彦、加藤和夫／福田公子、福崎和宏／小原秀明、稲川善一、松井紀美江／関保之、青木みどり、岩崎徳子、米持みさ子 |
| 51 | どじどじコンビと 恐怖の女すり団    | 栗田洋子、関根世津子／野見山夏子、工藤啓子／小柳みゆき、香椎くに子、中川みゆき／丹羽たかね、矢野泰子、宮田光／下条千恵美、正木香子、渡辺栄子、森田恵子／根岸明美 |
| 52 | アッ?マツが トミーを射殺した!      | 石橋蓮司、清水昭博／水森コウ太、奥村公延／日の下金太郎、菅野直行、浅見小四郎／大矢兼臣、中川みゆき、木室幸、竹下誠治／益田哲夫、井上清和、岩城一男、沢田祥二、伊藤紘 |
| 53 | 夜更けのダンスは 死のタンゴ        | 谷村昌彦／堀川まゆみ、福崎和宏／杉江廣太郎、若尾義昭、塩見三省／福永幸男、柚木悦子、高橋利道、エンベル・アルテンバイ、デビット・フリードマン |
| 54 | 文句あっか?! アタシは空手三段よ    | 和田アキ子／高城淳一、上田忠好／古代一平、原口剛、須永慶／山田きよし、山田昌人、中川みゆき／杉山孝志、遠藤ユミ子、内藤みどり、藤栄とも子 |
| 55 | トミマツ卒倒! 真冬に出たぞ女幽霊   | 野村昭子、秋谷陽子／保積ぺぺ、井上高志／小林まさひろ、及川ヒロオ／遠藤薫、今西正男、和栗正明 |
| 56 | 尼僧院の悪魔! トミマツ大混線!!     | 月丘夢路／佐々木梨里、新谷由美子／今村廣則、中村幸路、田中穂積／中川みゆき、溝田和子、遠峯裕子、広政令子／大石きみ代、浜田雅美、池田マリ、上田睦子 |
| 57 | トミマツ腰抜け、 女は魔物だ!       | ポール牧、藤江リカ／石田純一、村田みゆき／黒部幸英、かわいのどか／三谷昇、青木和代／木村翠、小林由治、内田理恵、結城ひろ美／和沢昌治、稲川善一、猪野剛太郎、和泉喜和子／戸川暁子、沢柳迪子、岸本功、竹内靖、篠田薫 |
| 58 | 七転八倒! トミマツの昇進試験       | 高原駿雄、沼田爆／殿山泰司、白川和子／奥野匡、長谷川弘／古本新之輔、谷津勲、田村元治 |
| 59 | ドッキリ写真! 女の後ろに犯人が!!   | 村松克己、林ゆたか／江幡高志、平井公彦、安田裕治／岡部健、土井美加、矢野泰子、山中康司／岡本美登、竹下誠治、藤川聡、中川みゆき |
| 60 | ナヌ!ドラマの犯人が 本物だァ?      | 寺島まゆみ、津村隆／野村泰治、三雲孝江／横山エミー、杉山孝志、井上博一／斉川一夫、入江正夫、金尾哲夫、竹本純平、天現寺竜／篠田薫、竹内靖、山下一夫、桑名良輔、越村公一 |
| 61 | 雨降るボトル! トミマツ死の恐怖!!   | 木ノ葉のこ／西沢守、谷川みゆき／井上由紀夫、山田博行、岡田映子／榊原ジュン、森川ゆき、竹下誠治／玉川良一 |
| 62 | キャッ! 水曜日の切り裂き魔         | 峰岸徹／生田悦子／堺左千夫、沖田駿一、増田順司／三夏伸、工藤啓子、姉崎公美／村上幹夫、大原穣子、古田千鶴、相原巨典／鈴木真実子、八木景子、仲野裕、江川久仁夫／下条千恵美、正木香子、磯村利恵、真田恵利 |
| 63 | 悪党め! ちん兵器で御用だ!!         | 木ノ葉のこ／西田良、堀礼文、椎谷建治／中川みゆき、上田幸輔、大島宇三郎、成田次穂／山田京子、富井淳、西尾麻里、渡辺哲三 |
| 64 | アリ?!トミー人質 マツは医者        | 西岡徳馬、古代一平／中川みゆき、二宮寛、伊藤正博／川部修詩、田村元治、恩田恵美子、石黒正男／野村信次、高橋豊、大塚洋、西巻映子／小林テル、伊藤公子、塩田映湖、平野雅子／米持みさ子、宇田さなえ、矢車武、田辺清輝 |
| 65 | しばしお別れ、 トミマツ大サービス  | 湯原昌幸／丹古母鬼馬二、土方弘／久保田民絵、林弘造、桐原史雄／塩見三省、久保晶、福永喜一、大地常雄、蒲原敏明／志穂美悦子 |

### 第2シリーズ
| 回       | サブタイトル                              | エンドロール（ゲスト） |
| -------- | ----------------------------------------- | --- |
| 1 (66)   | 絶望! やっぱり駄目だ このコンビ           | 新井康弘／木ノ葉のこ／藤村有弘／三角八朗、及川ヒロオ／側見民雄、岸野一彦、吉田美由利、池田史比古、板倉加代子／酒井努、井上誠吾、佐藤浩、東山茂幸、青山隆裕、鈴木弘道／ 以上 |
| 2 (67)   | トミコ大合唱! ムム、なめんなよ            | 長谷川明男、奈美悦子／市川好郎、中村ブン、汐路章／堀礼文、田中康憲、南雲佑介、林弘造／後藤いずみ、有明祥子、井上清和、小林操、戸田信太郎／ 以上 |
| 3 (68)   | トミマツ卒倒! パトカー 死のドライブ       | 牧れい、片桐竜次／東龍明、丸岡奨詞／宇野壬麻、逸見慶子、吉野慎一、中平良夫／ 以上 |
| 4 (69)   | トミー失神! マツの死を呼ぶ警察手帳        | 玉川良一／由利徹／鈴木瑞穂／林ゆたか、根岸一正／江角英、高品正広、吉岡ひとみ／黒井美左子、今西正男、和泉喜和子／千葉茂、荻生田善道、代田鑑之、風間文彦／ 以上 |
| 5 (70)   | トミマツの阿波踊り! 爆弾魔のふざけた命令  | 三浦リカ、伊藤高／立川光貴、菅野直行／スーパーリキ、佐古雅誉、鶴岡修／勝田久、小池幸次、大須賀裕子、若原初子／吉中六、池田生二、野川ひとみ、岩瀬裕美、矢沢裕紀／ 以上 |
| 6 (71)   | トミー仰天! マツの巨大デベソ突き          | 西田健、藤宏子／麻生えりか、三夏伸、村上幹夫／槇ひろ子、竹本純平、井上肇／鮎川久美、井上清和、菅野真紀／高橋希代美、竹村麻里子、トビー・ウィリアムス、オーチス・ワシントン／ 以上 |
| 7 (72)   | トミマツふらふら! ジャズダンスに潜入      | 長谷直美／松本ちえこ、清水めぐみ／岡本広美、粟津號／内田勝正、福山象三／明日香泉、笹入舟作、林弘造／荒瀬寛樹、岡本美登、村野友美、後藤俊子／有明祥子、大串知子、山田博行、竹内靖／高嶋洋、北保至、スクールメイツ／ 以上                                                                       |
| 8 (73)   | 漁港の決闘! 決ったトミーの鯨突き          | 山田隆夫／平凡太郎、古川ゆみ子／椎谷建治、塩見三省、有崎由見子／佐々木敏、山崎満、石黒正男／吉田太門、川上伸之、沼崎雄、谷津勲／榎木兵衛、鈴木泰明、町田幸夫、小沢悦子／谷口育里子、安藤美智子、有山由美子、下坂泰雄、田中穂積／ 以上                                                         |
| 9 (74)   | 行けゆけ! 忍者トミコちゃん                | 岡本達哉、福田公子／福崎和宏、小原秀明／丹古母鬼馬二、木田三千雄／高崎蓉子、水野広、菅野真紀、喜多川務／ 以上 |
| 10 (75)  | マツ気絶! 巨大クレーン対ターザントミー    | 一ノ瀬康子、田鍋友啓／市川好朗、中村ブン／南道郎、藤江リカ／辻シゲル、小林アトム、菅野真紀／ 以上 |
| 11 (76)  | 強烈! 香港カラテ対トミー空手              | 植木等／楠トシエ、藤木敬士／巽かおり、及川ヒロオ／山岡八高、三夏伸、佐々木梨里／滝川潤、加藤益弘、吉中六、岡本プク／伊藤厚志、杉山隆志、矢原美紀夫、小幡一雅、河井憲／ 以上 |
| 12 (77)  | トミーの月光仮面、 恐怖の大爆走!          | 田崎潤／保積ぺぺ、掛田誠／町田真一、遠藤薫、倉沢暎子／中島元、仲野裕、田辺清輝／由利勝郎、松坂司郎、倉増貴志、西谷雅恵／ 以上 |
| 13 (78)  | トミマツ丸焼き! 死のピクニック            | なべおさみ／日向明子、黒部幸英／高野真二、藤田啓而／井上三千男、石原昭宏、飯田裕美／桑名良輔、栗原敏、田波正則、岡本美登／ 以上 |
| 14 (79)  | 危うし裸少女! トミー必殺の投げ皿          | 林未来（林亜里沙）、渥美国泰／久富惟晴、石井富子／小沢寿美恵、ダブルコミック、阿部雅彦／明石憬子、大前田武、須藤慶／磯田俊比古、中村幸路、平尾仁、かまくら文太／一柳俊之、青柳泰、伊吹礼一、太田理奈／ 以上                                                                                   |
| 15 (80)  | 笑撃のガンプレイ! 噴火口の対決            | 坂上味和／早川保、長谷川哲夫／陶隆司、井上博一／広瀬昌助、汐路章／鶴岡修、宮田光、下条千ゑ美／樋代舞子、遠藤由美子、江上理枝子、栗原敏／ 以上 |
| 16 (81)  | トミマツまっ青! おとこ女が出たァ          | 和田アキ子／荒木しげる／青空球児、青空好児／堺左千夫、長谷川裕二、永谷悟一／佐藤浩、清水朗、鴨下正直、田波正則、岩井潤一、金田憲明／ 以上 |
| 17 (82)  | アリャ?! カラテ美女の意外な弱点           | 生田悦子／有川博、浜田晃／佐々木梨里、関川慎二、草薙良一／根岸一正、根本由美、剣持伴紀／町田幸夫、穴原正義、沢田祥二、田波正則、伊藤健／島村卓志、町田政則、田村由美、菅野真紀、高崎蓉子／ 以上                                                                                               |
| 18 (83)  | 死ぬゥ! 廃車場の人間スクラップ            | 湯原昌幸／舟倉たまき／長谷川弘、小池雄介／三戸部スエ、天草四郎、奥野匡／林弘造、下坂泰雄、達純一、大島宇三郎／小松明義、守田さなえ、佐藤百起、酒井努、三浦康治／ 以上 |
| 19 (84)  | 城ヶ島の対決! トミマツvs凶悪軍団          | 松山政路／秋谷陽子、出光元／中井啓輔、宗方奈美／伊達正三郎、森大河、宮内順子／三川雄三、木村翠、山崎満／畑中猛、庄司三郎、島英司、外崎晃／ 以上 |
| 20 (85)  | 絶望! 火葬場行き死の特急便                | 由利徹／仁和令子、三角八郎／車だん吉、吉岡ひとみ／井上三千男、河井博、岡本プク、杏里加代子／ 以上 |
| 21 (86)  | 敵は脱獄犯! トミマツ死の珍道中            | 浅野真弓、阿藤海／保積ぺぺ、露原千草／三夏伸、小原秀明／永井雅春、後藤康夫、菅野真紀／ 以上 |
| 22 (87)  | トミマツ呆然! 課長必殺の突撃              | 磯野洋子／三谷昇、睦五郎／椎谷建治、岡本広美／猪俣光世、沖田駿一、木島一郎／松浪志保、岸野一彦、谷本重美(小川範子)、天現寺竜／ 以上 |
| 23 (88)  | トミマツ降伏! 悪党死の水攻め              | 榊ひろみ、芦川よしみ／片岡五郎、信実一徳／明石憬子、伊藤彰洋、佐藤政道／寄山弘、飯田テル子、坂井寿美江、宝井宏治、福永幸男／ 以上 |
| 24 (89)  | 行け猿島へ! モジャ課長死のピンチ          | 谷村昌彦／絵沢萠子、神田隆／灰地順、明日香いづみ／田中浩、守屋俊志、久遠利三／新藤幸、下坂泰雄、風中臣、菅野真紀／ 以上 |
| 25 (90)  | ネス湖の怪獣? トミーの水中変身            | 岡本達哉、田鍋友啓／麻生えりか、西田良／東野祐子、鈴木敬子、沢柳迪子、麻ミナ／鬼塚昌男、山本圭子、中屋敷鉄也、田辺清輝、佐藤正行／ 以上 |
| 26 (91)  | 湖の対決! トミー死の円月殺法              | 三ツ木清隆／坂上味和／小林昭二／八名信夫、兼松隆、山岡八高／浅見小四郎、小林まさひろ、船場牡丹／岩城和男、福永幸男、桜井ゆうこ、唐沢民賢／栗原敏、小西直弘、番哲也、鳥海ゆかり／上山克彦、江本博也、志村しのぶ、田中恵里子、吉田英樹／清宮義之、水沢真子、遠藤由美子、北保至、山田一善／ 以上 |
| 27 (92)  | トミマツ卒倒! 出たァ アメリカ仕込みの蛇女 | 竹井みどり／根岸明美／藤江リカ、緋多景子／石山雄大、井上聡子、岡部健／笹入舟作、桑原一人、有田沙織／伊沢美香子、大野月子、百良雄、加増正夫、高橋務／ 以上 |
| 28 (93)  | 決ったァ! トミーの飛行機投げ              | 穂積隆信／中原早苗／鈴木瑞穂／青空はるお、広瀬昌助／明石憬子、林弘造、野見山夏子／早坂あきよ、小西美千代、高井純子、松田真知子／木村翠、美谷和子、マミーナ、宮川実／ 以上 |
| 29 (94)  | 大ピンチ! 恋した男は変身できぬ?           | 古館ゆき／梅津栄、椎谷建治／堀礼文、山岡八高、篠田薫／竹内靖、安倍玉絵、川端豊喜、桑野利之／ 以上 |
| 30 (95)  | トミマツ生き埋め! 「トミコ」が出ない!!    | 新谷由美子、保積ぺぺ／及川ヒロオ、市川好郎／沢田勝美、沖田駿一／吉中六、真田英明、杏里加代子、有本操／ 以上 |
| 31 (96)  | 死ね! かよわいギャルをだます奴            | 谷川みゆき、大村波彦／江幡高志、松岡ふたみ／露原千草、三重街恒二／伊吹礼一、由利勝郎、河井憲、宇都宮英世／ 以上 |
| 32 (97)  | 倒せ殺人空手! トミーの延ズイ蹴り          | 森川正太／林未来、久富惟晴／花房徹、高瀬佳子、卯木浩二、伊藤厚志／ 以上 |
| 33 (98)  | トミマツの 「喜劇・ターザン拳」           | 石橋正次／中村ブン、岡本達哉／三角八朗、三夏伸、小原秀明／宮田光、上田大火、益田哲夫、井上清和、後藤哲夫／ 以上 |
| 34 (99)  | 放火魔まて! トミー恐怖の綱わたり          | 東啓子／長谷川弘、丹古母鬼馬二／二宮寛、内藤剛志、石黒正男、小沢悦子／田辺清輝、福永喜一、根本美和子、内田淑美、山下明美／ 以上 |
| 35 (100) | 空から車が降る港 あゝトミマツのW変身      | 白石まるみ、宮坂塁／山西道弘、日向明子／今村廣則、越村公一、保科宏行／本橋勝美、井口秀子、加山真衣子、安藤美智子／藤川祐子、船引秀秋、和田泰典、菅野真紀／ 以上 |
| 36 (101) | ジャッキートミーの グラグラ酔拳           | 坂上味和／日の下金太郎／伊達三郎、堺左千夫／西田良、兼松隆、関根大学／今西正男、林弘造、阿部光子、岸本功／荒瀬寛樹、遠山伸子、佐藤圭三、堀高広、大渕智徳／ 以上 |
| 37 (102) | 死ぬゥ! トミマツの人間せんべい            | 田鍋友啓、木下和佳／藤江リカ、木島一郎／鈴木泰明、桑田和美、鈴木弘道／金田憲明、竹内峰雄、猿渡幸太郎、井上清和／ 以上 |
| 38 (103) | マツが妊娠? 課長突然の恐怖                | 舟倉たまき／保積ぺぺ／武内文平、及川ヒロオ、きくち英一／辻三太郎、真野ゆうこ、田村元治、山崎満、山口純平／上田大火、大村浩之、遠藤由美子、川渕豊喜、青柳泰／ 以上 |
| 39 (104) | 進めトミマツ! 人間戦車だ!!                | 岡幸恵、村上弘明／堀内正美、塩見三省／二宮寛、桑崎てるお、山田昌人／桐原史雄、山中康司、内田ひとみ、片見美智子／ 以上 |
| 40 (105) | マツも仰天 空飛ぶトミー                   | 小林聡美／渥美国泰／谷口香、井上高、川崎あかね／榎木兵衛、杉山孝、石黒正男、久保晶／加瀬幸市、和田朱実、八束愛、鈴木弘道／ 以上 |
| 41 (106) | もう嫌だ! コンビ解消独立します            | 伊藤真奈美／庄司永建、福崎和宏／森大河、小池雄介／井上昇、杏里香代子、小西直弘、井上清和、鈴木弘道／ 以上 |

## スタッフ
- 製作：大映テレビ・TBS
- タイトルアニメーション：日本サンライズ（現・バンダイナムコフィルムワークス）
- プロデューサー：春日千春、千原博司[1]（大映テレビ）・樋口祐三[2]、野村清[3]（TBS）
- 脚本：放映リスト参照
- 監督：放映リスト参照
- 技斗：金田治（第1期中半より）
- 音楽：広瀬健次郎
- 予告ナレーター：芥川隆行

## 劇用車
第1シリーズで第1話~第28話までが日産グロリア230型を主として使用したが、それ以降は三菱ギャランΣ、三菱エテルナΣを複数台新車投入（覆面車・警ら車など）を使用した。

## 主題歌
オープニングテーマ
オリジナルのインストルメンタル
- 第1シリーズの43話まで、44話以降、第2シリーズの三つで、微妙にアレンジが異なる。

エンディングテーマ
「WONDERFUL MOMENT（ワンダフル・モーメント）」　（ビクター・インビテーション）
- 作詞：三浦徳子　作曲：佐瀬寿一　編曲：小笠原寛　コーラス・アレンジ：植田芳暁　歌：松崎しげる　
- 第1シリーズ43話まで。

「マイ・ラブ-I Gave You My Love-」　（ビクター・インビテーション）
- 作詞：山上路夫　作曲：都倉俊一　編曲：小笠原寛　歌：松崎しげる
- 第1シリーズ44話から。

「愛の静けさ」　（ビクター・インビテーション）
- 作詞：三浦徳子　作曲：松崎しげる　編曲：小笠原寛　歌：松崎しげる
- 第2シリーズ　歌詞は1番2番混合。
- EDはいずれも松崎しげるが担当。なお、「愛の静けさ」においては、松崎自身の作曲。また放送上では「愛の静けさ」の前奏での映像はその回のダイジェストや後日談になっている。

### 挿入歌
「男のロマン」　（SMSレコード）
- 作詞：松任谷由実　作曲：梅垣達志　編曲：馬飼野康二　歌：国広富之
- 第2シリーズで、主として聞き込みシーンに使用。他シーンでインストルメンタルが流れることもあった。

## 放映リスト
※　サブタイトル中の半角空白は、半角空白より前は上段表記、半角空白より後は下段表記。

### 第1シリーズ
| 話数   | 放送日         | サブタイトル                       | 脚本               | 監督     |
| ------ | -------------- | ---------------------------------- | ------------------ | -------- |
| 第1話  | 1979年10月17日 | 二人合せて一人前?                  | 長野洋             | 井上芳夫 |
| 第2話  | 1979年10月24日 | トミーの初恋・夢見街               | 長野洋             | 井上芳夫 |
| 第3話  | 1979年10月31日 | 女装で迫るトミーとマツ             | 今井詔二           | 江崎実生 |
| 第4話  | 1979年11月7日  | 女ごころvs迷コンビ                 | 長野洋             | 江崎実生 |
| 第5話  | 1979年11月14日 | トミマツ真ッ青・女の戦争           | 江連卓             | 土井茂   |
| 第6話  | 1979年11月28日 | トミーにっこり、マツが死ぬ         | 長野洋             | 井上芳夫 |
| 第7話  | 1979年12月5日  | あぁ煙突のてっぺんで               | 江連卓             | 土井茂   |
| 第8話  | 1979年12月12日 | きまった!トミーの投げ銭            | 江連卓             | 井上芳夫 |
| 第9話  | 1979年12月19日 | トミマツのセメント詰め             | 今井詔二           | 江崎実生 |
| 第10話 | 1979年12月21日 | トミマツの袋詰め                   | 長野洋             | 井上芳夫 |
| 第11話 | 1980年1月9日   | トミー変身の秘密 PART-I            | 長野洋             | 土井茂   |
| 第12話 | 1980年1月16日  | 張り込み先の珍家族                 | 茶田才             | 井上芳夫 |
| 第13話 | 1980年1月23日  | 銭湯でタイホ! 刑事も裸、犯人も裸   | 江連卓             | 湯浅憲明 |
| 第14話 | 1980年1月30日  | 愛の酔拳 オソ松失恋の恐怖          | 今井詔二           | 江崎実生 |
| 第15話 | 1980年2月6日   | 燃えよドラゴン 鎌倉の決闘          | 江連卓             | 井上芳夫 |
| 第16話 | 1980年2月13日  | マツがクビ、トミコ頼むぞ           | 茶田才             | 土井茂   |
| 第17話 | 1980年2月20日  | キン好きトミ好き、マツ嫌い         | 江連卓             | 岡本弘   |
| 第18話 | 1980年2月27日  | 花の芸者に恋したトミー             | 長野洋             | 井上芳夫 |
| 第19話 | 1980年3月5日   | 女抱きつきスリ大騒動               | 長野洋             | 土井茂   |
| 第20話 | 1980年3月12日  | 高校三年生と年上の女               | 今井詔二           | 井上芳夫 |
| 第21話 | 1980年3月19日  | トミーのファーストキス             | 今井詔二           | 土井茂   |
| 第22話 | 1980年3月26日  | 変身の秘密PART-2                   | 長野洋             | 井上芳夫 |
| 第23話 | 1980年4月9日   | 男ならトミコぬきで勝負しろ!        | 江連卓             | 江崎実生 |
| 第24話 | 1980年4月16日  | アタリ!女のカンなのね              | 長野洋             | 井上芳夫 |
| 第25話 | 1980年4月23日  | トミーまっ青、マツのお見合い       | 江連卓             | 土井茂   |
| 第26話 | 1980年4月30日  | 決戦!トミコ対マツコ                | 長野洋             | 江崎実生 |
| 第27話 | 1980年5月7日   | 女は不良が好きなのよ?!             | 今井詔二           | 井上芳夫 |
| 第28話 | 1980年5月14日  | トミーびっくり、マツの変身         | 江連卓             | 土井茂   |
| 第29話 | 1980年5月21日  | 激負け! トミマツのホテルマン       | 江連卓             | 湯浅憲明 |
| 第30話 | 1980年5月28日  | チョンボな変装、 尻かくさず        | 長野洋             | 井上芳夫 |
| 第31話 | 1980年6月4日   | トミマツまっ青、 女の激突          | 長野洋             | 井上芳夫 |
| 第32話 | 1980年6月11日  | ああ!トミマツの 4回戦ボーイ        | 江連卓             | 土井茂   |
| 第33話 | 1980年6月18日  | 奇妙きてれつ、 ダブル変身          | 長野洋             | 土井茂   |
| 第34話 | 1980年7月9日   | 海だ、水着だ、ギャル一杯           | 長野洋             | 土井茂   |
| 第35話 | 1980年7月16日  | のぞいちゃ駄目よ! トミーとマツ     | 江連卓             | 井上芳夫 |
| 第36話 | 1980年7月23日  | トミマツやりすぎ! 課長をタイホ     | 長野洋             | 井上芳夫 |
| 第37話 | 1980年7月30日  | トミマツの ダンシングオールナイト  | 江連卓             | 土井茂   |
| 第38話 | 1980年8月13日  | 久美子! 恋の三角レースだよン       | 長野洋             | 江崎実生 |
| 第39話 | 1980年8月20日  | トミマツの、 健康美なのだ!         | 今井詔二           | 土井茂   |
| 第40話 | 1980年9月10日  | Oh NO! 悪い予感は必ず当る          | 今井詔二           | 江崎実生 |
| 第41話 | 1980年9月17日  | 俺はハードボイルドだど!            | 江連卓             | 土井茂   |
| 第42話 | 1980年9月24日  | サッチが結婚 トミー激祝マツ激怒    | 長野洋             | 江崎実生 |
| 第43話 | 1980年10月8日  | ゆきすぎ課長辞職! さて後任は?      | 長野洋             | 土井茂   |
| 第44話 | 1980年10月15日 | トミマツまっ青、 情無用の新課長    | 長野洋             | 井上芳夫 |
| 第45話 | 1980年10月22日 | トミマツの、 ヤマトよ永遠に        | 江連卓             | 江崎実生 |
| 第46話 | 1980年10月29日 | トミマツ卒倒! 新課長、死のドライブ | 長野洋             | 安室修   |
| 第47話 | 1980年11月5日  | 決まった!おそマツの 大ギャング     | 江連卓             | 井上芳夫 |
| 第48話 | 1980年11月12日 | マツもびっくり! 山びこ変身         | 長野洋             | 井上芳夫 |
| 第49話 | 1980年11月19日 | 当った星占い! 今日は水難の相       | 江連卓             | 江崎実生 |
| 第50話 | 1980年11月26日 | トミマツもん絶! 花嫁が消えた       | 長野洋             | 江崎実生 |
| 第51話 | 1980年12月3日  | どじどじコンビと 恐怖の女すり団    | 江連卓             | 土井茂   |
| 第52話 | 1980年12月10日 | アッ?マツが トミーを射殺した!      | 長野洋             | 井上芳夫 |
| 第53話 | 1980年12月17日 | 夜更けのダンスは 死のタンゴ        | 山本邦彦           | 土井茂   |
| 第54話 | 1980年12月24日 | 文句あっか?! アタシは空手三段よ    | 長野洋             | 井上芳夫 |
| 第55話 | 1981年1月14日  | トミマツ卒倒! 真冬に出たぞ女幽霊   | 今井詔二           | 江崎実生 |
| 第56話 | 1981年1月21日  | 尼僧院の悪魔! トミマツ大混線!!     | 長野洋             | 江崎実生 |
| 第57話 | 1981年1月28日  | トミマツ腰抜け、 女は魔物だ!       | 江連卓、山中伊知郎 | 井上芳夫 |
| 第58話 | 1981年2月4日   | 七転八倒! トミマツの昇進試験       | 山本邦彦           | 安室修   |
| 第59話 | 1981年2月11日  | ドッキリ写真! 女の後ろに犯人が!!   | 長野洋             | 土井茂   |
| 第60話 | 1981年2月18日  | ナヌ!ドラマの犯人が 本物だァ?      | 今井詔二           | 井上芳夫 |
| 第61話 | 1981年2月25日  | 雨降るボトル! トミマツ死の恐怖!!   | 江連卓             | 井上芳夫 |
| 第62話 | 1981年3月4日   | キャッ! 水曜日の切り裂き魔         | 江連卓             | 江崎実生 |
| 第63話 | 1981年3月11日  | 悪党め! ちん兵器で御用だ!!         | 今井詔二           | 江崎実生 |
| 第64話 | 1981年3月18日  | アリ?!トミー人質 マツは医者        | 山本邦彦           | 井上芳夫 |
| 最終話 | 1981年3月25日  | しばしお別れ、 トミマツ大サービス  | 長野洋             | 井上芳夫 |

### 第2シリーズ
| 話数   | 放送日         | サブタイトル                              | 脚本     | 監督       |
| ------ | -------------- | ----------------------------------------- | -------- | ---------- |
| 第1話  | 1982年1月13日  | 絶望! やっぱり駄目だ このコンビ           | 長野洋   | 江崎実生   |
| 第2話  | 1982年1月20日  | トミコ大合唱! ムム、なめんなよ            | 長野洋   | 江崎実生   |
| 第3話  | 1982年1月27日  | トミマツ卒倒! パトカー 死のドライブ       | 江連卓   | 井上芳夫   |
| 第4話  | 1982年2月3日   | トミー失神! マツの死を呼ぶ警察手帳        | 長野洋   | 井上芳夫   |
| 第5話  | 1982年2月10日  | トミマツの阿波踊り! 爆弾魔のふざけた命令  | 畑嶺明   | 湯浅憲明   |
| 第6話  | 1982年2月17日  | トミー仰天! マツの巨大デベソ突き          | 江連卓   | 江崎実生   |
| 第7話  | 1982年2月24日  | トミマツふらふら! ジャズダンスに潜入      | 畑嶺明   | 江崎実生   |
| 第8話  | 1982年3月3日   | 漁港の決闘! 決ったトミーの鯨突き          | 江連卓   | 湯浅憲明   |
| 第9話  | 1982年3月10日  | 行けゆけ! 忍者トミコちゃん                | 長野洋   | 湯浅憲明   |
| 第10話 | 1982年3月17日  | マツ気絶! 巨大クレーン対ターザントミー    | 長野洋   | 江崎実生   |
| 第11話 | 1982年3月24日  | 強烈! 香港カラテ対トミー空手              | 江連卓   | 江崎実生   |
| 第12話 | 1982年4月7日   | トミーの月光仮面、 恐怖の大爆走!          | 畑嶺明   | 湯浅憲明   |
| 第13話 | 1982年4月14日  | トミマツ丸焼き! 死のピクニック            | 長野洋   | 湯浅憲明   |
| 第14話 | 1982年4月21日  | 危うし裸少女! トミー必殺の投げ皿          | 江連卓   | 土屋統吾郎 |
| 第15話 | 1982年4月28日  | 笑撃のガンプレイ! 噴火口の対決            | 江連卓   | 江崎実生   |
| 第16話 | 1982年5月5日   | トミマツまっ青! おとこ女が出たァ          | 長野洋   | 江崎実生   |
| 第17話 | 1982年5月12日  | アリャ?! カラテ美女の意外な弱点           | 秩父久方 | 江崎実生   |
| 第18話 | 1982年5月19日  | 死ぬゥ! 廃車場の人間スクラップ            | 畑嶺明   | 宮下克彦   |
| 第19話 | 1982年5月26日  | 城ヶ島の対決! トミマツvs凶悪軍団          | 江連卓   | 竹本弘一   |
| 第20話 | 1982年6月2日   | 絶望! 火葬場行き死の特急便                | 今井詔二 | 降旗康男   |
| 第21話 | 1982年6月16日  | 敵は脱獄犯! トミマツ死の珍道中            | 長野洋   | 江崎実生   |
| 第22話 | 1982年6月23日  | トミマツ呆然! 課長必殺の突撃              | 江連卓   | 江崎実生   |
| 第23話 | 1982年7月14日  | トミマツ降伏! 悪党死の水攻め              | 長野洋   | 土屋統吾郎 |
| 第24話 | 1982年7月21日  | 行け猿島へ! モジャ課長死のピンチ          | 江連卓   | 竹本弘一   |
| 第25話 | 1982年7月28日  | ネス湖の怪獣? トミーの水中変身            | 長野洋   | 江崎実生   |
| 第26話 | 1982年8月11日  | 湖の対決! トミー死の円月殺法              | 江連卓   | 江崎実生   |
| 第27話 | 1982年8月18日  | トミマツ卒倒! 出たァ アメリカ仕込みの蛇女 | 江連卓   | 湯浅憲明   |
| 第28話 | 1982年8月25日  | 決ったァ! トミーの飛行機投げ              | 江連卓   | 土屋統吾郎 |
| 第29話 | 1982年9月1日   | 大ピンチ! 恋した男は変身できぬ?           | 江連卓   | 江崎実生   |
| 第30話 | 1982年9月8日   | トミマツ生き埋め! 「トミコ」が出ない!!    | 長野洋   | 江崎実生   |
| 第31話 | 1982年9月15日  | 死ね! かよわいギャルをだます奴            | 長野洋   | 宮下克彦   |
| 第32話 | 1982年10月13日 | 倒せ殺人空手! トミーの延ズイ蹴り          | 江連卓   | 江崎実生   |
| 第33話 | 1982年10月20日 | トミマツの 「喜劇・ターザン拳」           | 長野洋   | 江崎実生   |
| 第34話 | 1982年10月27日 | 放火魔まて! トミー恐怖の綱わたり          | 江連卓   | 竹本弘一   |
| 第35話 | 1982年11月3日  | 空から車が降る港 あゝトミマツのW変身      | 江連卓   | 竹本弘一   |
| 第36話 | 1982年11月10日 | ジャッキートミーの グラグラ酔拳           | 江連卓   | 江崎実生   |
| 第37話 | 1982年11月17日 | 死ぬゥ! トミマツの人間せんべい            | 長野洋   | 江崎実生   |
| 第38話 | 1982年12月1日  | マツが妊娠? 課長突然の恐怖                | 今井詔二 | 竹本弘一   |
| 第39話 | 1982年12月8日  | 進めトミマツ! 人間戦車だ!!                | 江連卓   | 宮下克彦   |
| 第40話 | 1982年12月15日 | マツも仰天 空飛ぶトミー                   | 江連卓   | 土屋統吾郎 |
| 最終話 | 1982年12月22日 | もう嫌だ! コンビ解消独立します            | 長野洋   | 土屋統吾郎 |

## その後のトミーとマツ
- 1986年12月に、国広・松崎のW主演でフジテレビ系「月曜ドラマランド」枠にて『白バイ野郎ジョン&パンチ』を意識した『白バイ野郎!トミー&マツ』なる単発ドラマが放送されたが、復活では無く役名も設定も別物。
- 1987年に公開された映画『湘南爆走族』に国広・松崎のコンビで、トミー&マツを彷彿させる交通課の警官として友情出演している。
- 国広は後年『はぐれ刑事純情派』にレギュラー出演。2004年のスペシャルで松崎が犯人役でゲスト出演した際、国広は取調べのシーンで「あんたを見てると、昔の仲間を思い出してな」というセリフを言っている。
- 2007年 映画『ケータイ刑事 THE MOVIE2 石川五右衛門一族の陰謀〜決闘!ゴルゴダの森』にて、トミーとマツが25年振りに復活した。2008年 ケータイ刑事 銭形海3rdシーズンで、松山進が登場した為、トミーとマツの両方がケータイ刑事シリーズに登場した。
- 2011年2月21日の『関口宏の東京フレンドパークII』にトミマツコンビでゲスト出演した。
- 同年公開されたアニメ映画『ハイブリッド刑事』にもトミマツがハイブリッド課刑事の一人として登場。
- 2012年6月17日の『NISSAN あ、安部礼司〜BEYOND THE AVERAGE』に大日本ジェネラル経理部部長・副部長、噂の経理トミーとマツとしてトミマツコンビでゲスト出演した。
- 2019年8月17日〜26日『明治座　ももクロ一座特別公演　第一部　大江戸娯楽活劇　姫はくノ一』に幼馴染の藩主と忍者の設定でトミマツコンビで出演。劇中「男女の〜」のセリフの後殿様が豹変し(スタントも使って）大立ち回りをするトミーとマツをオマージュした演出もあった。

## 製作側について
- マツの「トミコ!」の台詞と共にトミーが耳をピクピク動かすというアクションは、松崎によるとE・H・エリックの耳を動かす芸をヒントにしていたという。最初は針金で耳を動かしていたが、後になって国広が針金無しで耳を動かせるようになっていたという[12]。

ロケ地について
大映撮影所が　中河原駅近辺に存在したため　京王線中河原駅周辺のロケが多用されている。何度も登場する駅前の南大通り商店街maps.app.goo.gl/6SDAWd3Sqp2og8fD8　近くの踏切とその角のアパート（現在は取り壊し済み）maps.app.goo.gl/pCKHrMrvFtJTpaZQ9、　駅の西自転車置き場横のアパート（取り壊し済み）はマツの下宿の設定。　繁華街は京王府中駅の駅前商店街。住宅街は多摩川を渡って多摩市側にある　桜が丘の住宅街で撮影したと推定される。　maps.app.goo.gl/6uND4tiFQFm3cRPu9
ロケ場所を詳しく調べたサイトあり　https://x.com/toshiloca　参照されたし。

## ネット局について
- 信越放送・北陸放送・熊本放送では、この番組放送期間中の水曜20時台は日本テレビ系列の番組を放送していたため、放送されなかった（信越放送と熊本放送では1982年4月から放送開始）。北陸放送では、本放送終了後の1984年12月12日から1985年7月22日まで、平日夕方16:00 - 16:55に集中放送を行っていた[13]。その一方で、フジテレビ系列とのクロスネット局だった福島テレビ[注釈 11]とテレビ山口[注釈 12]では同時ネットで放送していた。
- フジテレビ系列の秋田テレビおよびテレビ愛媛、そして放送当時日本テレビ系列単独だった福井放送でも平日午後に集中放送を行っていた。特に福井放送は、北陸放送よりも先に放送していた。
- テレビ朝日系列のIAT岩手朝日テレビでは、TBSから同番組を全話購入し2004年に平日16時台(後に14時台)に集中放送を行った(本放送は岩手放送(現:IBC岩手放送)で実施)。

## DVD化
ポニーキャニオンから2003年2月19日にトミーBOX（1 - 11話収録）3月19日にマツBOX（12 - 22話収録）が発売されているが、2022年現在まで続刊は発売されておらず未完となっている。

## コミカライズ
- 「小学六年生」（小学館）昭和55年12月号付録「小六TVコミック」に、「原作：長野洋、まんが：坂丘のぼる」名義で、第1シリーズ第48話「マツもびっくり! 山びこ変身」のコミカライズ版が掲載された。

## 奇跡の刑事 トミー&マツ
月刊YOUに、ドラマを原案とした漫画『奇跡の刑事 トミー&マツ』が連載されていた。単行本は全5巻で3巻以降は電子版のみ。
主要登場人物
岡崎富男（おかざきとみお）
- 通称トミー。人物像はドラマの岡野富夫に相当する。毎回怯えているとマツから「トミコ」と言われ激怒しながら人格が変わり、我に返ると人格変化中のことを忘れている。

松田進（まつだすすむ）
- 通称マツ。人物像はドラマの松山進に相当する。独断専行を同僚や上司から注意されている。

単行本
- 1巻（2017年3月24日発売）
- 2巻（2017年7月25日発売）

単行本（電子書籍）
- 1巻（2017年4月25日発売）
- 2巻（2017年8月25日発売）
- 3巻（2017年11月24日発売）
- 4巻（2018年4月25日発売）
- 5巻（2018年7月25日発売）